# HMS Бигъл
„HMS Бигъл“ (на английски: HMS Beagle) е ветроходен кораб, шлюп от типа Cherokee с 10 оръдия. Пуснат е на вода на 11 май 1820 г. от корабостроителницата „Woolwich“ на брега на река Темза, на цената от £ 7803. Кръстен е на порода куче от породата бигъл.
На 27 декември 1831 г. „HMS Бигъл“ отплава от Девънпорт, Англия, и плаването продължава пет години. По покана на капитана Робърт Фицрой на борда на кораба се качва младият тогава учен Чарлс Дарвин. Историческото пътуване преминава през Бразилия, Чили, Галапагоските острови, Таити, Нова Зеландия и нос Добра Надежда.
На 2 октомври 1836 г. корабът се завръща обратно в Англия.

## Начало на пътуването
След като два пъти е изтласкван обратно от силни югозападни ветрове, на 27 декември 1831 г. корабът „Бигъл“ отплава от Дейвънпорт. Целта на експедицията е да завърши картирането на Патагония и на Огнена земя, което е започнато от капитан Кинг през 1826 – 1830 г., също и да се картират бреговете на Чили, Перу и някои острови в Тихия океан, както и да се направят редица измервания на поясното време. На 6 януари стигат Тенерифе, но не им разрешават да слязат на брега от страх да не заразят населението с холера. На 16 януари 1832 г. хвърлят котва в пристанище Прая на Сантяго, главния остров от архипелага Зелени нос.

## Наименование
Английското значение на думата е „гонче“. Дарвин отбелязва в дневника си, че корабът е малък и неподходящ за плаване в бурните южни ширини на Световния океан.